# Dog Soldiers
Dog Soldiers è un film del 2002 diretto da Neil Marshall.
Il film, di genere horror, appartiene al filone splatter ed è ambientato in una foresta situata tra la cittadina scozzese di Inverness e Fort William.

## Trama
Una coppia è in campeggio nelle selvagge foreste della Scozia. La sera, la donna regala al suo compagno un tagliacarte fatto di argento massiccio e poco dopo entrambi vengono improvvisamente aggrediti e divorati da una misteriosa bestia. Contemporaneamente, in una foresta del Galles settentrionale, vediamo il soldato semplice Lawrence Cooper che evade dal proprio campo per arruolarsi nei corpi speciali, ma viene bloccato da dei soldati comandati dal sinistro capitano Richard Ryan, il quale, contravvenendo a qualsiasi protocollo, gli promette di lasciarlo andare se uccide un cane indifeso, ma Cooper rifiuta di compiere tale gesto. Ryan spara all'animale al suo posto e rimanda Cooper al suo precedente reggimento, escludendolo dalla selezione.
Quattro settimane dopo, una squadra di sei soldati dell'Esercito Britannico, incluso Cooper, viene spedita a bordo di un elicottero nelle stesse foreste situate sulle Highlands. L'unità viene incaricata di affrontare un'esercitazione di routine contro una pattuglia dello Special Air Service, sotto il comando dello stesso capitano Ryan. Alcuni soldati si lamentano di essersi persi alla televisione la partita di calcio Inghilterra-Germania per la missione. Di notte, durante un accampamento dopo una lunga marcia, il sergente Harry G. Wells, il caposquadra, racconta una sua esperienza durante la guerra del Golfo sino a quando i soldati non vengono sorpresi dalla carcassa mutilata di una mucca Highlander, che cade da una rupe sopra di loro spaventandoli.
La mattina seguente, Wells e i soldati si rimettono in marcia per scoprire chi ha ucciso la mucca e, seguendo la scia di sangue, notano in cielo un bengala sparato da un campo nei paraggi. Una volta raggiunto il luogo, scoprono che i militari della pattuglia avversaria sono stati brutalmente divorati vivi e l'unico sopravvissuto dell'accampamento semidistrutto (pieno di tranquillanti e reti per la cattura di animali) è il capitano Ryan, il quale è rimasto ferito al torace da un graffio, sofferente di ipotermia e in stato di shock. Cooper e Wells curano la ferita del capitano, mentre il caporale Bruce Campbell, tentando di contattare via radio i soccorsi, scopre che le frequenze sono inspiegabilmente compromesse. All'imbrunire, la squadra viene improvvisamente attaccata da dei predatori sfuggenti e, durante la ritirata, si divide. Nell'inseguimento che segue, Bruce muore trafitto inavvertitamente da un ramo mentre il sergente Wells viene ferito gravemente al ventre da uno degli assalitori con conseguente fuoriuscita dell'intestino. Cooper salva in extremis il sergente somministrandogli una dose di morfina, lo aiuta a rialzarsi ed entrambi si riuniscono al resto della squadra, ingaggiando un conflitto a fuoco contro gli attaccanti mentre fuggono dalla foresta. Wells e Cooper, assieme al capitano Ryan e agli altri soldati sopravvissuti, Joe Kirkley, Terry Milburn e Phil "Spoon" Witherspoon, raggiungono una strada rurale e vanno casualmente incontro alla zoologa Megan, la quale, accorsa in zona dopo essere stata allertata dagli spari, li aiuta a seminare gli inseguitori dando loro un passaggio sulla sua jeep. La ragazza conduce i soldati in una fattoria abbandonata che appartiene a una famiglia di agricoltori di sua conoscenza, gli Uath. Quando i predatori che li avevano attaccati nella foresta circondano la struttura al calare della notte, Cooper e gli altri scoprono con sgomento che gli assalitori sono dei lupi mannari.
I lupi sabotano la jeep di Megan e cercano di entrare nel cottage, ma Cooper e i suoi commilitoni riescono a tenere testa ai mostri e si barricano completamente bloccando tutte le porte e finestre, utilizzando quindi la fattoria come una fortezza per difendersi dalle creature. Senza nessuna via di fuga, per i protagonisti non c'è altra soluzione se non attendere l'alba del giorno seguente, così che i lupi mannari riacquistino la forma umana, dato che le stesse belve sono gli Uath e quindi li stanno attaccando nella loro fattoria per difendere il territorio. Durante l'attesa, Cooper e Megan riescono persino a medicare e ricucire la ferita di Wells.
A seguito di un altro assalto da parte dei lupi mannari nel quale Terry viene catturato dai mostri, la squadra rimane con poche munizioni e quindi la loro unica possibilità di sopravvivere è tentare di fuggire per raggiungere Fort William. Spoon riesce a distrarre i lupi mannari con un bengala permettendo a Joe di infiltrarsi nel fienile vicino per mettere in funzione un altro Land Rover che si trova all'interno, quando all'improvviso assiste esterrefatto alla morte brutale di Terry, che viene decapitato da uno dei lupi con un morso. Preso dal panico, Joe cerca di raggiungere il cottage per recuperare gli altri commilitoni, ma scopre che un altro lupo mannaro si nascondeva a bordo, sui sedili posteriori. Cercando di affrontare da solo il mostro, Joe viene massacrato.
Sotto interrogatorio per quanto accaduto, Ryan confessa di essere stato incaricato dal governo di catturare uno dei lupi mannari in modo tale che l'esercito lo potesse catturare per studiarlo e sfruttarlo come arma biologica. Il plotone di Cooper, considerato sacrificabile, doveva quindi fungere da esca. Infuriati per la perdita dei loro tre uomini, Cooper e Wells tentano di ucciderlo, ma il capitano si trasforma in un lupo (essendo stato infettato da uno di loro) e fugge da una finestra, mentre Megan gli scatta delle fotografie per stordirlo. Più tardi, la ragazza sostiene che i mostri si rifugiano nel fienile, così gli ultimi tre soldati rimasti lo fanno esplodere con il Land Rover diroccato e una bombola di gas. In realtà si scopre che nel fienile non c'era nessuno e Megan rivela di aver aperto la porta principale permettendo ai lupi di irrompere in casa. La donna rivela che anche lei fa parte della famiglia Uath ed è un lupo mannaro. Prima che si trasformi completamente, Wells le spara alla testa. Il sergente e Cooper fuggono al piano di sopra, mentre Spoon si separa dagli altri e ingaggia da solo un combattimento corpo a corpo con un lupo mannaro in cucina, prima di essere brutalmente divorato.
Cooper e Wells, dopo una rocambolesca fuga da una stanza all'altra, si rifugiano in un armadio e sparano attraverso il pavimento per raggiungere la cucina, dove scoprono con orrore i resti sbranati di Spoon. Il sergente, mentre avverte i primi sintomi della trasformazione, affida a Cooper il rullino con le foto scattate da Megan, affinché dimostrasse ai superiori quello che è veramente successo, per poi ordinargli di rifugiarsi in cantina. Il soldato scende di sotto mentre Wells, ormai prossimo a diventare un lupo, decide di sacrificarsi tagliando un tubo del gas della casa e accendendo i fornelli facendo così esplodere l'intero cottage, eliminando i lupi mannari rimasti. In cantina, al sopraggiungere del crepuscolo, Cooper si imbatte nei resti delle vittime precedenti dei mostri e viene affrontato dall'ultimo lupo mannaro: il capitano Ryan trasformato. Quando il mostro sta per avere la meglio su Cooper, viene distratto da Sam, il border collie degli Uath, permettendo così al soldato di infilzarlo nel cuore con l'aprilettere d'argento e infine ad ucciderlo definitivamente con un colpo di pistola in testa.
Al mattino, Cooper esce dalla cantina con Sam e si mette a contemplare in silenzio tra le macerie della fattoria. Durante i titoli di coda vengono mostrate le foto scattate da Megan e un tabloid sensazionalistico, l'Express Mail, che riporta i risultati della partita di calcio Inghilterra-Germania e un articolo dedicato a Cooper dal titolo I lupi mannari hanno mangiato il mio plotone.

## Riconoscimenti
- BIFFF 2002 Corvo d'Oro, Premio Pegaso
- Méliès d'argento 2002

## Citazioni e riferimenti
- Cooper afferma che alcuni paesani credono che il carnefice dei campeggiatori scomparsi nella zona sia Il mastino dei Baskerville. In lingua originale la creatura citata da Cooper è la Bestia di Bodmin.
- Spoon parallela la loro situazione coi lupi mannari con il film Zulu, in cui diecimila zulù assaltano una roccaforte inglese in Sudafrica.
- La trama del film sembra reggersi su due pellicole in particolare: Aliens di James Cameron, horror d'azione su dei soldati intrappolati in un ambiente isolato con un antagonista umano intento a catturare uno dei mostri per scopi militari e I guerrieri della palude silenziosa di Walter Hill, in cui un piccolo gruppo di soldati americani spediti in esercitazione in una palude della Louisiana deve sopravvivere agli orrori perpetratigli contro da una tribù locale.
- Numerosi sono gli omaggi alle pellicole horror di Sam Raimi come La casa, da inquadrature drammatiche a piccole gag comiche durante un combattimento, ai protagonisti che si barricano in una casa nei boschi per difendersi. Il personaggio interpretato da Thomas Lockyer si chiama addirittura Bruce Campbell, l'attore che ha interpretato Ash Williams, il protagonista della trilogia di Raimi, mentre il nome del sergente Wells deriva dallo scrittore di fantascienza H.G. Wells.
- Quando discutono sui miti riguardanti i lupi mannari, Joe chiede a Megan se è vero che coloro affetti da licantropia hanno le sopracciglia unite; è una citazione del film In compagnia dei lupi.
- Il modo in cui Wells riporta l'episodio della guerra del Golfo è simile a quello in cui Quint, ne Lo squalo di Steven Spielberg, racconta la sua esperienza della seconda guerra mondiale.
- I soldati dicono molto spesso battute riprese da Apocalypse Now e Salvate il soldato Ryan.
- Le riprese in soggettiva in bianco e nero dei lupi mannari sono un riferimento a quelle degli alieni della saga di Predator.